# Drosophila sulfurigaster
Drosophila sulfurigaster este o specie de muște din genul Drosophila, familia Drosophilidae. A fost descrisă pentru prima dată de Oswald Duda în anul 1923. Conform Catalogue of Life specia Drosophila sulfurigaster nu are subspecii cunoscute.